# André Moccand
André Moccand (ur. 25 stycznia 1931 w Zurychu) – szwajcarski wioślarz, srebrny medalista olimpijski.
Wystąpił na igrzyskach olimpijskich w Londynie w 1948 roku, gdzie osada Szwajcarii w składzie: Rudolf Reichling, Erich Schriever, Émile Knecht, Peter Stebler i André Moccand (sternik) wywalczyła srebrny medal w czwórkach ze sternikiem. W finale o 3 sekundy przegrali z osadą Stanów Zjednoczonych, a o 5,3 sekundy wyprzedzili Duńczyków. Był to jego jedyny start olimpijski.